# 朝鲜劳动党39号室
39号室（朝鲜语：／ Samsipku-hosil）是朝鲜民主主义人民共和国的创汇机关，为朝鲜劳动党中央委员会书记局所属机关。根据美国陆军大学战略研究所的论文，该机构直属于朝鲜最高领导人，主要負責朝鲜在海外的地下經濟活動，如祕密出售毒品、伪造货币、祕密出售伪造香烟、甚至出口軍火等，使朝鲜得以突破國際經濟制裁，獲取發展核武等爭議政策之資金。

## 简介
1974年，39号室作为金正日巩固权力基础赚取外汇的机关而设立。对外称是主管对外贸易的朝鲜大圣总局，在该机构之下，有被指同核、导弹存在关联交易的朝鲜大圣银行等下属机构。约有120家公司做为该机构的下属机关垄断了朝鲜民主主义人民共和国国内的金矿、银矿等管理，并负责水产和松茸的出口等。「39」被认为代表朝鲜劳动党3号办公楼9号房间。2005年，由于美国的金融制裁而被冻结的澳门滙業銀行的资金，也是由39号室管理。韩国逮捕的朝鲜民主主义人民共和国特务金東淳是朝鲜大圣总局的高干，这是作为其义女的特务元正花供述的。
据称，2012年，39号室、38号室均被撤销。但韩国政府官员称，与其说朝鲜劳动党38号室和39号室遭到撤销，不如说是两个机构整合成为一个机构并仍在运作。

## 39号室的下属机构
- 大圣总局（大成总局）
  - 大圣银行[4]
  - 大圣经济小组大圣贸易总会社（大圣贸易）[5]
- 金星银行（Golden Star Bank） - 维也纳外币处理
- 朝鲜统一发展银行 - 金正日总書記的妹妹金敬姫与其有关
- 绫罗貿易会社 - 直轄企業
- 朝光貿易商社 - 大圣总局（大成总局）的澳门支店

## 主要干部或疑似主要干部
- 林相鍾（ Lim Sang-jong、 - 2007年10月16日） - 39号室第1副部長（2009年6月的情報）
- Kwon Young-rok（ Kwon Young-rok）朝鲜劳动党中央委員会副部長 - 39号室负责人（2001年6月的情報）
- 金東雲（  Kim Dong-un）朝鲜劳动党中央委員会第1副部長 - 39号室室長（2006年12月的情報）
- 全日春（  Zon Yil Chun） - 39号室室長 金正日的高中同窗（2010年8月的情报）

## 脚注
1. ↑  .   [2012-10-19]. （原始内容存档于2012-11-02）.
2. ↑  又称大成总局。
3. ↑  .   [2012年10月19日]. （原始内容存档于2019年6月9日）.
4. ↑  大圣总局（大成总局）的下属机构（外表是中央銀行的下属机构），其活动范围非常广泛。有时也被称为大成银行。同东京银行、三和银行、足利银行、德意志银行进行外汇交易。
5. ↑  大圣总局（大成总局）的下属机构，其活动范围非常广泛。也被称为大成贸易。